# Giovan Battista Volpini
Giovan Battista Volpini, italijanski general, * 1885, † 1941.